# Cal Stevenson
Cal Stevenson (Fremont, California, 12 de septiembre de 1996) es un jugador profesional estadounidense de béisbol que se desempeña en la posición de jardinero central en Philadelphia Phillies, equipo de las Grandes Ligas de Béisbol (MLB).

## Carrera
Stevenson hizo su debut en la MLB con el equipo Oakland Athletics, en el cual jugó una temporada (2022), después pasó a San Francisco Giants (2023), posteriormente a Philadelphia Phillies, donde lleva jugando una temporada.